# Fantom (strip)
Fantom je američki strip junak. Strip je prvi put izašao 1936. godine, što ga čini jednim od najdugovječnijih stripovskih franšiza. 

## Podaci o strip junaku
Fantom ili "Duh Koji Hoda" je super heroj star 400 godina i kad jedan umre njegov sin ga zamjenjuje. Domorodci Afrike misle da je to ista osoba i da je besmrtan. Fantom živi u Africi u skloništu u obliku lubanje. Bori se protiv kriminala u izmišljenoj afričkoj državi Bangalla.

## Vanjske poveznice
- Fantom - stripovi.com
- Fantom - striputopija.com.blogspot.com  Arhivirana inačica izvorne stranice od 9. kolovoza 2020. (Wayback Machine)